# معهد الجبيل التقني
معهد الجبيل التقني معهد تابع للهيئة الملكية بالجبيل في مدينة الجبيل الصناعية تأسس عام 2004، ويقع في منطقة الصناعات المساندة في الجبيل الصناعية تحت مظلة الهيئة الملكية للجبيل وينبع.

## نبذة عن المعهد
قامت الهيئة الملكية بإنشاء معهد الجبيل التقني ليقوم بتدريب خريجي القسم العلمي من الثانوية العامة والثانوية الصناعية ليصبحوا فنيين مهرة لينضموا إلى القطاع الصناعي في المملكة العربية السعودية من خلال التدريب العملي المكثف على الآلات والمعدات الحديثة عالية التقنية.

## شهادة المعهد
يقدم المعهد للخريجين شهادة الدبلوم في إحدى المهارات الفنية المتخصصة عند اجتيازهم متطلبات الشهادة.

## الخطة الدراسية
لغة التدريب هي اللغة الإنجليزية فيما عدى مقرري الثقافة الإسلامية والتربية البدنية، ومدة الدراسة هي سنتان مقسمة على خمسة فصول دراسية، وتكون الدراسة في السنة الأولى عن مبادئ اللغة الإنجليزية بالإضافة إلى بعض المناهج الأخرى مثل (safety skills - ثقافة إسلامية - مبادئ الرسم الصناعي Drawing Skills)، أما السنة الثانية فتكون التدريب والتطبيق العملي المكثف لأحد التخصصات التي يمكن التسجيل فيها (اعتماداً على معدل الطالب خلال دراسته في السنة الأولى). نصف السنة الأخير مخصص لتطبيق ما تمت دراسته، ويكون في إحدى الشركات القائمة في منطقة الجبيل الصناعية أو الدمام (غالباً يتم اعتماد التطبيق في مدينة الجبيل). اختيار شركة التطبيق يعتمد اولاً وأخيراً على معدل الطالب التراكمي في مجموع الفصول الدراسية، ويتم التطبيق في الشركات المتواجدة في مدينة الجبيل الصناعية لمدة فصل دراسي كامل يتم تقييم الطالب ومناقشته في نهاية فترة التدريب.

## التخصصات الحالية
- مهارة صيانة الآلات الصناعية.
- مهارة تشغيل المصانع.
- مهارة الرسم والتصميم بالحاسب الآلي.
- مهارة اللحام الصناعي.
- مهارة خراطة وتشكيل المعادن.
- مهارة توصيل الانابيب الصناعية.
- مهارة الكهرباء الصناعية.
- مهارة الآلات الدقيقة والتحكم.
- مهارة الالكترونيات الصناعية.
- مهارة صيانة الحاسب الآلي.
- مهارة شبكات الحاسب.[4]